# Bergwertung

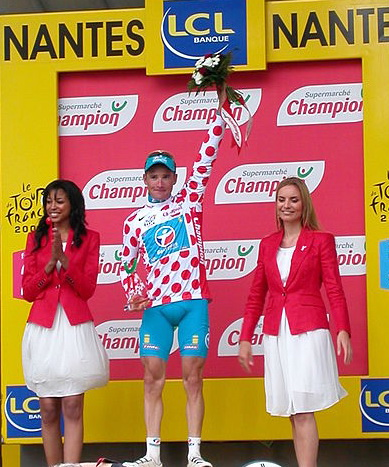
Der Franzose Thomas Voeckler im Gepunkteten Trikot bei der Tour 2008

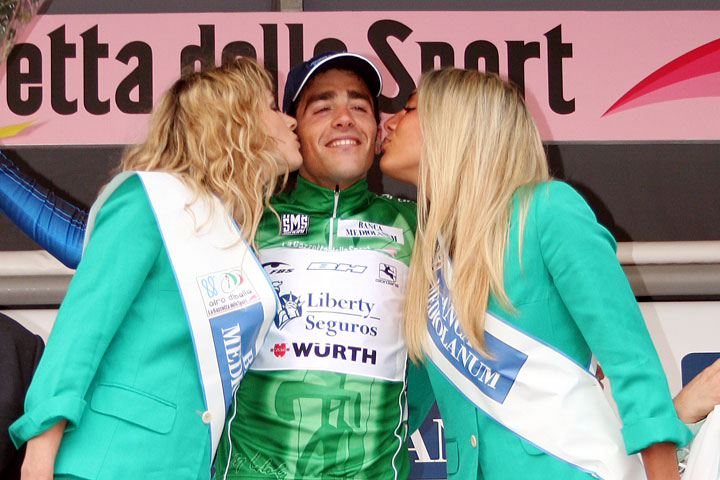
Der Spanier Koldo Gil errang beim Giro 2005 das Maglia Verde

Die Bergwertung (häufig: Großer Bergpreis) ist bei vielen Radsport-Etappenrennen eine separate Wertung für diejenigen Radrennfahrer, die am besten die Berge bewältigen.
Bei fast allen Rundfahrten gibt es ein eigenes Klassement für die besten Kletterer. Die ersten Bergwertungen wurden 1933 bei der Tour de France und dem Giro d’Italia eingeführt. 
Die jeweils führenden Fahrer in der Bergwertung tragen ein spezielles Wertungstrikot. Bei der Tour ist es das Gepunktete, beim Giro das Azurblaue Maglia Azzurra, vormals Grüne (Maglia Verde) und bei der Vuelta a España hat die Trikotfarbe in den letzten Jahren des Öfteren gewechselt: 2005 war es rot, von 2006 bis 2009 orange und seit 2010 ist es weiß mit blauen Punkten.
Die auf den einzelnen Etappen zu befahrenden Anstiege und Pässe sind nach dem Grad ihrer Schwierigkeit und ihrer Position im Rennen klassifiziert, und diese Klassifizierung ist an ein Punktsystem gebunden. Die Punkte werden an diejenigen Fahrer vergeben, die den jeweiligen Anstieg als erste bewältigen. Die Kategorisierung der Anstiege und die Vergabe der Punkte wird dabei alleine durch den jeweiligen Veranstalter festgelegt und unterliegt damit keinen allgemeinen Formeln oder Tabellen. Der Weltradsportverband Union Cycliste Internationale stellt den Veranstaltern frei, neben der Gesamtwertung und der Teamwertung nach Zeit weitere Wertungen nach sportlichen Gesichtspunkten – etwa eine Bergwertung – einzurichten, überlässt die Ausgestaltung aber dem Sonderreglement der Veranstaltung.
Besondere Bergwertungen werden häufig zusätzlich mit Geldprämien ausgestattet, so etwa das Souvenir Henri Desgrange und das Souvenir Jacques Goddet während der Tour de France, die Cima Coppi während des Giro d’Italia  und die Cima Alberto Fernández während er Vuelta a España.
Einige Eintagesrennen vergeben ebenfalls eine Bergwertung, um das Rennen zu animieren. 
Der Gewinner der Bergwertung wird häufig als King of the Mountains (KoM, ‚Bergkönig‘) betitelt, in Anlehnung daran wird für die Bergwertung auch der Begriff KOM-Wertung oder kurz KOM verwendet. Analog dazu trägt die Gewinnerin der Bergwertung den Titel Queen of the Mountains (QOM). Gelegentlich wird für den Gewinner der Bergwertung auch der Begriff Bergpreiskönig verwendet. Der Fitness-Tracking-Anbieter Strava zeichnet daran angelehnt auch diejenigen Fahrer, die einen definierten Streckenabschnitt am schnellsten zurücklegten, als KOM bzw. QOM aus. Die Titel werden unabhängig von der Steigung des Abschnitts verwendet.